# Das Lied der Maschinen
Das Lied der Maschinen je drugi studijski album slovenske alternativne rock skupine Werefox, izdan 4. februarja 2016 pri založbi Moonlee Records.
Naslovnico je oblikoval basist Manuel Hahn, pri čemer je za osnovo izbral delo Old Cogs Martina Ernsta.

## Kritični odziv
Kritični odziv na album je bil pozitiven. Za Rockline je Aleš Podbrežnik o albumu rekel: »Das Lied der Maschinen  hipoma zgrabi in prebudi v poslušalcu slikovit pejsaž mnogoterih razpoloženjskih stanj, strasti in emocij. Je izdelek filigransko odmerjenih potez zvočnega minimalizma, ki kreira bogato strukturo aranžiranih skladb.« V Mladini pa je Veljko Njegovan album ocenil s 4 zvezdicami in ga pohvalil: »Werefox je torej več kot dobro nadgradil prvenec, še več, zasluženo se je prebil v sam vrh alterrockovske ustvarjalnosti na Slovenskem, pa tudi širše.«

## Seznam pesmi
Vse pesmi je napisala skupina Werefox.
| Št.             | Naslov           | Dolžina |
| --------------- | ---------------- | ------- |
| 1.              | „Orange Red‟     | 3:45    |
| 2.              | „Triads‟         | 3:08    |
| 3.              | „Storm Stay Out‟ | 3:32    |
| 4.              | „Magic Man‟      | 3:33    |
| 5.              | „I Wanna Swim‟   | 4:55    |
| 6.              | „Holy Rage‟      | 4:08    |
| 7.              | „Omnisentient‟   | 5:03    |
| 8.              | „Divination‟     | 3:20    |
| 9.              | „Radical C‟      | 7:50    |
| Skupna dolžina: | Skupna dolžina:  | 39:33   |

## Zasedba
| Werefox - Melanija Fabčič – Melée — vokal - Sašo Benko – Bekko — kitara, spremljevalni vokali - Manuel Hahn — bas kitara, bariton kitara, spremljevalni vokali - David Halb — bobni | Ostali - Hannes Jaeckl — kitara, klaviature, produkcija - Mojca Krevel — dodatni vokali - Dominik Bagola — klaviature, ksilofon, tolkala |